# Ivan Hlinka Memorial Tournament 2012
Das Ivan Hlinka Memorial Tournament 2012 war die 22. Austragung des Ivan Hlinka Memorial Tournament, einem Eishockeyturnier für Nachwuchs-Nationalmannschaften der Altersklasse U18. Es fand vom 13. bis zum 18. August 2012 wie in den letzten beiden Jahren im tschechischen Břeclav und im slowakischen Piešťany statt. Seriensieger Kanada setzte sich im Finale gegen Finnland durch und gewann somit seine 17. Goldmedaille.

## Modus
Die acht Teilnehmer wurden in zwei Gruppen mit je vier Mannschaften eingeteilt. In der Gruppenphase spielte jedes Team einmal gegen alle anderen Gruppenteilnehmer und absolvierte somit drei Spiele. Die jeweiligen Gruppenersten und -zweiten qualifizierten sich für das Halbfinale, das ebenso wie das Finale als K.-o.-Spiel ausgetragen wurde.

## Gruppenphase

### Gruppe A
| 13. August 2012 15:30 Uhr (Ortszeit) | Vereinigte Staaten Justin Bailey (21:03) Penalty-Shootout: Sean Malone Anthony DeAngelo Adam Erne | 1:2 n. P. (0:0, 1:0, 0:1, 0:0, 0:1) Spielbericht | Russland Pawel Butschnewitsch (46:18) Penalty-Shootout: Sergei Toltschinski Pawel Butschnewitsch | Zimní stadion v Břeclavi, Břeclav |

| 13. August 2012 19:00 Uhr | Tschechien Jiří Kepka (23:53) | 1:2 (0:2, 1:0, 0:0) Spielbericht | Finnland Jonatan Tanus (0:19) Janne Puhakka (4:18) | Zimní stadion v Břeclavi, Břeclav |

| 14. August 2012 15:30 Uhr | Russland Grigori Dikuschin (13:05) Artem Prochorow (26:42) Wiktor Schachworostow (31:44) Rinat Walijew (33:15) Iwan Barbaschow (44:20) Nikolai Goldobin (56:33) | 6:1 (1:0, 3:1, 2:0) Spielbericht | Finnland Jonatan Tanus (30:19) | Zimní stadion v Břeclavi, Břeclav |

| 14. August 2012 19:00 Uhr | Tschechien Martin Kokeš (26:29) Miroslav Indrák (27:43) Ondřej Kaše (40:57) Ondřej Kaše (52:45) Dominik Pokorný (56:35) | 5:2 (0:1, 2:0, 3:1) Spielbericht | Vereinigte Staaten Adam Erne (12:28) Gabe Guertler (52:54) | Zimní stadion v Břeclavi, Břeclav |

| 15. August 2012 15:30 Uhr | Finnland Felix Westermarck (16:41) Kasperi Ojantakanen (19:31) Aleksi Mustonen (22:03) Felix Westermarck (24:19) Janne Puhakka (27:17) Aleksi Mustonen (46:47) Felix Westermarck (47:52) Eetu Koivistoinen (58:24) | 8:6 (2:1, 3:4, 3:1) Spielbericht | Vereinigte Staaten Adam Erne (17:45) Adam Erne (22:46) Trevor Moore (25:44) Gabe Guertler (32:43) Corey Ronan (34:58) Vinni Lettieri (53:14) | Zimní stadion v Břeclavi, Břeclav |

| 15. August 2012 19:00 Uhr | Tschechien Ondřej Kaše (3:41) David Kämpf (25:01) Petr Česlík (32:57) | 3:2 (1:2, 2:0, 0:0) Spielbericht | Russland Wladislaw Lyssenko (7:53) Sergei Toltschinski (15:51) | Zimní stadion v Břeclavi, Břeclav |

| Pl. |                    | Sp | S | OTS | OTN | N | Tore  | Punkte |
| 1.  | Finnland           | 3  | 2 | 0   | 0   | 1 | 11:13 | 6      |
| 2.  | Tschechien         | 3  | 2 | 0   | 0   | 1 | 09:06 | 6      |
| 3.  | Russland           | 3  | 1 | 1   | 0   | 1 | 10:05 | 5      |
| 4.  | Vereinigte Staaten | 3  | 0 | 0   | 1   | 2 | 09:15 | 1      |

Abkürzungen: Pl. = Platz, Sp = Spiele, S = Siege, OTS = Siege nach Verlängerung oder Penaltyschießen, OTN = Niederlagen nach Verlängerung oder Penaltyschießen, N = Niederlagen

Erläuterungen: Qualifikant für das Halbfinale

### Gruppe B
| 13. August 2012 14:00 Uhr (Ortszeit) | Schweiz Tim Wieser (8:05) | 1:4 (1:2, 0:1, 0:1) Spielbericht | Kanada Curtis Lazar (15:45) Nathan MacKinnon (19:49) Nick Ritchie (28:55) Yan-Pavel Laplante (59:46) | Zimný Štadión Piešťany, Piešťany |

| 13. August 2012 17:30 Uhr | Slowakei Adam Kasanický (30:20) Róbert Lántoši (53:43) Šimon Beták (55:52) | 3:7 (0:2, 1:3, 2:2) Spielbericht | Schweden Victor Crus Rydberg (13:52) Robert Hägg (15:07) Victor Öhman (20:59) Tobias Liljendahl (24:18) André Burakovsky (34:07) Jacob de la Rose (52:03) Alexander Henriksson (57:40) | Zimný Štadión Piešťany, Piešťany |

| 14. August 2012 14:00 Uhr | Kanada Nathan MacKinnon (0:32) Morgan Klimchuk (1:58) Anthony Duclair (16:31) Curtis Lazar (22:23) Max Domi (23:20) Sam Reinhart (41:19) Max Domi (59:52) | 7:5 (3:2, 2:1, 2:2) Spielbericht | Schweden Fabian Gunnarsson (6:26) Victor Öhman (12:44) Fabian Gunnarsson (37:33) Alexander Henriksson (41:35) Tobias Liljendahl (54:40) | Zimný Štadión Piešťany, Piešťany |

| 14. August 2012 17:30 Uhr | Slowakei | 0:4 (0:2, 0:1, 0:1) Spielbericht | Schweiz Patrick Brändli (9:23) Tim Wieser (17:52) Patrick Brändli (26:20) Xeno Büsser (49:59) | Zimný Štadión Piešťany, Piešťany |

| 15. August 2012 14:00 Uhr | Schweden Victor Crus Rydberg (21:39) Anton Cederholm (23:19) Lucas Wallmark (25:16) Robert Hägg (37:30) Jacob de la Rose (44:44) Alexander Henriksson (50:29) Adam Brodecki (55:24) Lucas Wallmark (58:02) | 8:4 (0:2, 4:0, 4:2) Spielbericht | Schweden Kevin Fiala (9:01) Luca Hischier (11:07) Kevin Fiala (50:07) Ramon Pfranger (53:50) | Zimný Štadión Piešťany, Piešťany |

| 15. August 2012 17:30 Uhr | Slowakei Kristián Horvát (1:40) Martin Ambróz (37:51) | 2:3 (1:0, 1:0, 0:3) Spielbericht | Kanada Ryan Kujawinski (56:15) Josh Morrissey (57:07) Sam Reinhart (59:07) | Zimný Štadión Piešťany, Piešťany |

| Pl. |          | Sp | S | OTS | OTN | N | Tore  | Punkte |
| 1.  | Kanada   | 3  | 3 | 0   | 0   | 0 | 14:08 | 9      |
| 2.  | Schweden | 3  | 2 | 0   | 0   | 1 | 20:14 | 6      |
| 3.  | Schweiz  | 3  | 1 | 0   | 0   | 2 | 09:12 | 3      |
| 4.  | Slowakei | 3  | 0 | 0   | 0   | 3 | 05:14 | 0      |

Abkürzungen: Pl. = Platz, Sp = Spiele, S = Siege, OTS = Siege nach Verlängerung oder Penaltyschießen, OTN = Niederlagen nach Verlängerung oder Penaltyschießen, N = Niederlagen

Erläuterungen: Qualifikant für das Halbfinale

## Platzierungsspiele

### Spiel um Platz 7
| 17. August 2012 14:00 Uhr (Ortszeit) | Slowakei Tomáš Török (14:25) Dominik Rehák (44:47) Patrik Bačík (52:01) | 3:5 (1:2, 0:1, 2:2) Spielbericht | Vereinigte Staaten Gabe Guertler (7:28) Vinni Lettieri (12:52) Adam Erne (21:11) Adam Erne (41:24) Justin Bailey (56:07) | Zimný Štadión Piešťany, Piešťany |

### Spiel um Platz 5
| 17. August 2012 15:30 Uhr (Ortszeit) | Russland Ruslan Trubkin (1:51) Ruslan Trubkin (13:44) Maxim Mamin (15:17) Wladislaw Gawrikow (25:36) Artem Prochorow (51:03) Rinat Walijew (54:42) Sergei Toltschinski (59:44) | 7:5 (3:1, 1:2, 3:2) Spielbericht | Schweiz Lukas Meier (10:48) Luca Hischier (24:53) Phil Baltisberger (38:56) Jason Fuchs (47:27) Kevin Fiala (53:46) | Zimní stadion v Břeclavi, Břeclav |

## Finalrunde
|  | Halbfinale | Halbfinale | Halbfinale |  |  | Finale | Finale   | Finale |
|  |            |            |            |  |  |        |          |        |
|  |            |            |            |  |  |        |          |        |
|  | A1         | Finnland   | 5          |  |  |        |          |        |
|  | B2         | Schweden   | 4          |  |  |        |          |        |
|  |            |            |            |  |  | A1     | Finnland | 0      |
|  |            |            |            |  |  | B1     | Kanada   | 4      |
|  | B1         | Kanada     | 5          |  |  |        |          |        |
|  | A2         | Tschechien | 2          |  |  |        |          |        |
|  |            |            |            |  |  |        |          |        |

### Halbfinale
| 17. August 2012 17:30 Uhr (Ortszeit) | Finnland Kasperi Kapanen (10:15) Janne Puhakka (17:59) Jonatan Tanus (51:28) Janne Puhakka (55:33) Felix Westermarck (61:34) | 5:4 n. V. (2:1, 0:3, 2:0, 1:0) Spielbericht | Schweden Robert Hägg (13:26) Rasmus Fyrpihl (24:54) André Burakovsky (30:18) Lucas Wallmark (33:54) | Zimný Štadión Piešťany, Piešťany |

| 17. August 2012 19:00 Uhr | Kanada Bo Horvat (5:19) Sam Reinhart (21:13) Nic Petan (27:36) Max Domi (46:51) Bo Horvat (53:30) | 5:2 (1:1, 2:0, 2:1) Spielbericht | Tschechien Luboš Rob (19:48) Luboš Rob (44:04) | Zimní stadion v Břeclavi, Břeclav |

### Spiel um Platz 3
| 18. August 2012 17:00 Uhr | Tschechien Petr Česlík (32:39) | 1:2 (0:0, 1:1, 0:1) Spielbericht | Schweden Lucas Wallmark (27:30) André Burakovsky (54:28) | Zimní stadion v Břeclavi, Břeclav |

### Finale
| 18. August 2012 14:00 Uhr (Ortszeit) | Kanada Nathan MacKinnon (21:14) Nathan MacKinnon (31:02) Curtis Lazar (34:43) Nathan MacKinnon (48:07) | 4:0 (0:0, 3:0, 1:0) Spielbericht | Finnland | Zimní stadion v Břeclavi, Břeclav |

### Sieger – Kanada
| Sieger des Ivan Hlinka Memorial Tournament 2012 Kanada | Torhüter: Eric Comrie, Zachary Fucale Verteidiger: Chris Bigras, Madison Bowey, Kayle Doetzel, Josh Morrissey, Darnell Nurse, Jordan Subban, Shea Theodore Angreifer: Max Domi, Jonathan Drouin, Anthony Duclair, Jérémy Grégoire, Bo Horvat, Morgan Klimchuk, Ryan Kujawinski, Yan-Pavel Laplante, Curtis Lazar, Nathan MacKinnon, Nic Petan, Sam Reinhart (C), Nick Ritchie Trainer: Todd Gill |

## Beste Scorer
Abkürzungen: Sp = Spiele, T = Tore, V = Vorlagen, Pkt = Punkte, SM = Strafminuten; Fett: Bestwert
| Spieler          | Team               | Sp | T | V | Pkt | SM |
| ---------------- | ------------------ | -- | - | - | --- | -- |
| Nathan MacKinnon | Kanada             | 5  | 5 | 6 | 11  | 14 |
| Josh Morrissey   | Kanada             | 5  | 1 | 8 | 9   | 14 |
| Sam Reinhart     | Kanada             | 5  | 3 | 5 | 8   | 0  |
| Lucas Wallmark   | Schweden           | 5  | 4 | 3 | 7   | 2  |
| Max Domi         | Kanada             | 5  | 3 | 4 | 7   | 2  |
| Adam Erne        | Vereinigte Staaten | 4  | 5 | 1 | 6   | 0  |
| Gabe Guertler    | Vereinigte Staaten | 4  | 3 | 3 | 6   | 0  |
| André Burakovsky | Schweden           | 5  | 3 | 3 | 6   | 16 |
| Anthony DeAngelo | Vereinigte Staaten | 4  | 0 | 6 | 6   | 26 |
| Robert Hägg      | Schweden           | 4  | 3 | 2 | 5   | 35 |

## Abschlussplatzierungen
| Pl. | Team               |
| --- | ------------------ |
| 1   | Kanada             |
| 2   | Finnland           |
| 3   | Schweden           |
| 4   | Tschechien         |
| 5   | Russland           |
| 6   | Schweiz            |
| 7   | Vereinigte Staaten |
| 8   | Slowakei           |